# 石美瑜
石美瑜（1908年—1992年6月），字可珍，福州府閩縣（今福州市閩侯縣）人，中华民国陸軍少將、法官、律師，曾任国防部审判战犯军事法庭庭长，曾肩負責審判岡村寧次，於1949年撤退來臺後退伍。

## 生平
石美瑜生于商人家庭，從小祖父為人作保牽連入罪，在前清光緒年於衙門內被貪官活活嚇死，這件家族的悲憤往事，種下了石美瑜日後投身法界的遠因。自幼随曾为清朝秀才的伯父在私塾学习，后入基督教美部會办的福州格致中学。此后，他因父亲经商遭到失败，遂放弃了学医的愿望，考入福建法政专门学校，并在中国国民党福建省党部工作，半工半读。毕业后，他考入中央政治學校，到南京接受训练，其间参加了司法考试并获得第一名，考入位于南京朱状元巷的司法行政部法官训练所。毕业后，他被分配至上海法院任法官，不久被调往上海高等法院任职，年僅24歲。在上海任職時，石美瑜因審判「逼娼致死」案轟動一時，本案是老鴇將滾燙鐵條插入17歲不肯賣淫少女下體致死，一審判處無期徒刑，老鴇不服上訴高院，開庭時石美瑜勸諭被告及律師「考慮5分鐘」撤回上訴，對方不聽，結果被石美瑜當場改判死刑，老鴇再上訴最高法院駁回，最後槍下伏法。
1937年11月9日，日军攻占上海，不久即任命石美瑜为法庭庭长；但石美瑜拒绝就职，并潜赴安徽。后来，他被国民政府任命为江苏高等法院江南临时法庭法官，但因战争而无法履职，遂于上海法学院、上海法政学院等校教法学。
1945年7月26日，美国、英国、中国签署《波茨坦公告》；8月8日，苏联宣布加入《波茨坦公告》。《波茨坦公告》第十款称：“吾人无意奴役日本民族或消灭其国家；但对于战争罪犯，将处以法律之裁判。”8月15日，日本昭和天皇广播《终战诏书》，宣布日本投降。11月6日，国民政府成立了以秦德纯为主任委员的战争罪犯处理委员会，该会是处理战争罪犯的最高权力机构。12月中旬以后，审判战争罪犯军事法庭陆续在南京、北平、上海、汉口、广州、沈阳、徐州、济南、太原、台北共十个城市设立，分别负责审理各地战争罪犯。
1946年2月，根据《审判战犯条例》的规定，国民政府成立国防部审判战犯军事法庭（南京军事法庭），统一审判由中国驻日代表团引渡到中国的乙级、丙级战犯以及中国各地法庭移交的日本战犯。国民政府前司法部长谢冠生、陆军总司令何应钦提议在全国司法界选择司法官出任南京军事法庭庭长，此后选拔标准定为40岁以下，任推事10年以上，现任高等法院庭长一职。时任江苏高等法院庭长的37岁的石美瑜中选。因主審陳公博、繆斌、汪精衛之妻陳璧君等重大漢奸叛國案獲得高層肯定，3月7日，石美瑜被何应钦任命为代理陆军司令部审判战犯法庭庭长，并授少将衔。1947年4月14日，石美瑜被蒋介石任命为国防部审判战犯军事法庭庭长。履职后，石美瑜先后审判了酒井隆、南京大屠殺主犯谷寿夫、田中军吉、「百人斬」殺人魔向井敏明、野田毅等。
1948年8月23日，石美瑜主持了南京军事法庭对日本中國派遣軍總司令官冈村宁次的公开审判，并宣布另行择期宣判。六个月后，石美瑜收到一份绝密电报，电文大意是：据京沪杭警备司令汤恩伯呈请，将冈村宁次宣判无罪，应予照准。电报署名“中正”。 1月26日，南京军事法庭第二次对冈村宁次进行公开审判，石美瑜匆匆宣判冈村宁次无罪，法庭内一片哗然。石美瑜拒绝回答在场记者的责问，当即宣布退庭并躲入庭长室。愤怒的记者们冲破宪兵阻挡，冲进庭长室抗议。
后来石美瑜之子石信阳回忆道：
先父石美瑜时任中国战区军事法庭庭长，和当时一批年轻有正义感的检察官，在审判冈村宁次一案之前，都认为应处以极刑；当时国府司法部及外交部也声援，但是军事将领何应钦、陈诚、汤恩伯等主张让此人获得自由，并多次告御状。先父因此于1948年底愤然辞职，未获批准。最后由蒋介石“训话”，1949年1月 26日冈村一案最后公审前夕，蒋介石亲自电令家父：“据京沪杭警备司令汤恩伯呈请，将冈村宁次宣判无罪，应予照准。”先父在巨大的政治压力下，释放了冈村宁次。
1949年，石美瑜赴台湾，不久便向国防部军法局请辞获准。此后他任执业律师。1961年6月25日，冈村宁次再次来到台北，在国防部高级军官的陪同下探访了石美瑜，并拍照合影。
1992年6月，石美瑜在美国逝世，享壽84岁。 